# Aktiogavialis
Aktiogavialis é um gênero extinto de crocodiliano da família Gavialidae do período Oligoceno. Há uma única espécie descrita para o gênero Aktiogavialis puertoricensis. O holótipo foi descoberto em San Sebastían, Porto Rico.